# Mistrzostwa Nordyckie w Zapasach 1984
Mistrzostwa odbyły się w norweskim mieście Tønsberg, 31 marca 1984 roku.

## Tabela medalowa
Gospodarz zawodów został zaznaczony kolorem.
| Poz. | Państwo   |    |    |    | Łącznie |
| ---- | --------- | -- | -- | -- | ------- |
| 1    | Szwecja   | 5  | 4  | 1  | 10      |
| 2    | Finlandia | 4  | 3  | 3  | 10      |
| 3    | Norwegia  | 1  | 3  | 5  | 9       |
| 4    | Dania     | 0  | 0  | 1  | 1       |
|      | Łącznie   | 10 | 10 | 10 | 30      |

## Wyniki

### Styl klasyczny
| Konkurencja            | Złoto                 | Srebro              | Brąz               |
| Kategoria do 48 kg     | Jukka-Pekka Tanner    | Kent Andersson      | Ole Jacobsen       |
| Kategoria do 52 kg     | Jon Rønningen         | Taisto Halonen      | Anders Bükk        |
| Kategoria do 57 kg     | Benni Ljungbeck       | Ronny Sigde         | Pentti Rasingangas |
| Kategoria do 62 kg     | Hannu Övermark        | Kent-Olle Johansson | Morten Brekke      |
| Kategoria do 68 kg     | Tapio Sipilä          | Gerry Svensson      | Atle Stoeve        |
| Kategoria do 74 kg     | Jouko Salomäki        | Magnus Fredriksson  | Morten Hageboe     |
| Kategoria do 82 kg     | Adrian Berg von Linde | Klaus Mysen         | Jari Salomaeki     |
| Kategoria do 90 kg     | Christer Gulldén      | Toni Hannula        | Pal Berger         |
| Kategoria do 100 kg    | Frank Andersson       | Keijo Manni         | Frode Mjoelner     |
| Kategoria ponad 100 kg | Tomas Johansson       | Roy Fjellbu         | Pekka Maekaelae    |